# دم‌پرچمی راه‌راه
دم‌پرچمی راه‌راه (نام علمی: Kuhlia mugil) نام یک گونه از تیره دم پرچمی است.